# Lydia Hearst
Lydia Marie Hearst-Shaw (Wilton; 19 de septiembre de 1984), conocida como Lydia Hearst, es una actriz, modelo y  bloguera estadounidense de estilo de vida y heredera a la fortuna editorial establecida por su bisabuelo materno, William Randolph Hearst.

## Primeros años
Lydia es hija de Patty Hearst y Bernard Shaw. Después de graduarse del Wilton Institut, ingresó a la Universidad del Sagrado Corazón en Fairfield.

## Carrera de modelaje

### Revistas y espectáculos de moda
Siempre inspirada por la moda, la fotografía y las artes, fue descubierta por el fotógrafo Steven Meisel, quien lanzó su primera tapa para la revista Vogue Italia en abril de 2004. Hearst ha aparecido en revistas de moda en Italia, Francia, Corea, Japón, Latinoamérica y los Estados Unidos. Ha trabajado con fotógrafos en todo el mundo incluyendo Steven Meisel, Patrick Demarchelier, Ellen von Unwerth, Mario Testino, Paulo Roversi, Inez van Lamsweerde & Vinoodh Matadin, Bettina Rheims, Mark Abrams y Peter Lindbergh.
En los premios Michael de 2008, Lydia fue reconocida como "Modelo del Año", así como también ha sido reconocida con el premio a la Mejor Supermodelo Internacional en los Premios Madrid Glamour el 12 de noviembre.
Ha modelado en los circuitos de pasarela internacional y en muchos espectáculos de moda desfilando para Chanel, Fendi, Rebecca Taylor, Catherine Malandrino, Twinkle, Nicole Miller y Jeremy Scott.

### Publicidad
Hearst ha aparecido en campañas publicitarias para Prada, Louis Vuitton, Alexander McQueen, Bottega Veneta, Sephora, L'Oreal Ferria, DKNY, MYLA Lencería, H&M, NARS Cosméticos, MAC Cosméticos, Miss Me Jeans y Moschino Cheap & Chic. En 2007, Hearst apareció en Puma's French '77, tras lo cual Puma la dirigió para diseñar una línea de bolsos de mano para la colección.
En la primavera de 2012, Swarovski lanzó su campaña La Verdad del Corazón, que nombra a Hearst como su embajadora. Esta campaña era una campaña de concienciación nacional que apuntado para facultar mujeres para mejorar su salud de corazón y patrocinado por el Corazón Nacional y El Instituto de Pulmón y Sangre.

### Periodismo
Hearst brevemente fue columnista para Page Six, un suplemento de la edición dominical de New York Post. Apareció en la portada del 30 de septiembre de 2007 de la revista.
Ella lanzó un blog de moda del estilo de vida donde ella regularmente manda correos.

## Carrera de actuación
Siendo niña, Lydia gastó tiempo en la colección de película de John Abreva con su madre, Patty. Esto la inspiró en su decisión para seguir una carrera en el entretenimiento.

## Vida personal
Se comprometió con el actor Chris Hardwick el 12 de septiembre de 2015. Se casaron el 20 de agosto de 2016 en Pasadena, California. En agosto de 2021 anunciaron que estaban esperando su primer hijo juntos. El 1 de febrero de 2022 se anunció el nacimiento de su primera hija.

## Filmografía
| Año  | Título                             | Función           | Notas                                                           |
| ---- | ---------------------------------- | ----------------- | --------------------------------------------------------------- |
| 2008 | Frost                              | Stella            |                                                                 |
| 2008 | Fame Fatale                        | Cortometraje      |                                                                 |
| 2009 | Cepheus                            | Modelo-Ella misma |                                                                 |
| 2009 | Consumed                           | Modelo-Ella misma | Cortometraje                                                    |
| 2009 | Gossip Girl                        | Amelia            | Episodio: "Much 'I Do' About Nothing"                           |
| 2012 | Two Jacks                          | Alexis            |                                                                 |
| 2012 | Velvet Morning                     | Velvet            | Cortometraje                                                    |
| 2012 | Amnesia                            | Micaela           |                                                                 |
| 2012 | I am AIKO                          | Aiko              | Cortometraje                                                    |
| 2013 | Delírium                           | Jennifer          |                                                                 |
| 2013 | Mistresses                         | Story             | Episodio: "Ultimátum"                                           |
| 2014 | Desire                             | Penelope          | Cortometraje                                                    |
| 2014 | Automobile Waltzl                  | Penelope          | Cortometraje                                                    |
| 2014 | The Barber                         | Melissa           |                                                                 |
| 2014 | Cabin Fever: Patient Zero          | Bridget           |                                                                 |
| 2015 | Condemned                          | Tess              | Estrenada en ScreamFest 18 de octubre de 2015                   |
| 2015 | #Horror                            | Lisa              |                                                                 |
| 2015 | Stealing Chanel                    | Chanel            | Premier 30 de septiembre de 2015 en LMN                         |
| 2015 | South of Hell                      | Charlotte Roberts | 7 Episodios - Landaza el 27 de noviembre de 2015 en NOSOTROS tv |
| 2016 | Swing State                        | Julia Davies      |                                                                 |
| 2016 | The Downside of Bliss              | Bliss Derek       |                                                                 |
| 2016 | All At Once                        | Amy               |                                                                 |
| 2018 | Between Worlds                     | Mary              |                                                                 |
| 2018 | Z Nation                           | Pandora           | Recurrente (temporada 5)                                        |
| 2021 | Aileen Wuornos: American Boogeyman | Jennifer Fell     |                                                                 |
| 2022 | Titanic 666                        | Idina Bess        |                                                                 |

### Otras funciones
Hearst hizo un aparición en el vídeo de música para Miles Fisher en el cover de "This Must Be the Place". Hearst apareció en luego en el vídeo de Cisco Adler  "Canción para Todas las Chicas", donde ella es asesinada gráficamente por un espía. También tuvo una función menor en Johnny Polígono  "LimoSexSuperstar" vídeo.

### Televisión de realidad
Lydia sirvió, junto a Anna Vialítsyna y Naomi Campbell, como entrenadora de supermodelos para la segunda edición de La Cara de Oxígeno es la competición de modelaje. La temporada se estrenó el 5 de marzo de 2014.

## Filantropía
Su familia tiene una tradición de implicación en filantropía causa cuál ha dirigido a la implicación de Lydia convirtiéndose en una sonrisa Embajadora de Operación Sonrisa y para recibir un premio humanitario de la Pasarela para la caridad el 8 de junio de 2014.